# Дипо Бей (град, Орегон)
Дипо Бей (на английски: Depoe Bay) е град в окръг Линкълн, щата Орегон, САЩ. Дипо Бей е с население от 1174 жители (2000) и обща площ от 4,7 km². Намира се на 0 m надморска височина. ЗИП кодът му е 97341, а телефонният му код е 541.